# ナワーブ・バーイー
ナワーブ・バーイー（Nawab Bai, 1620年 - 1691年10月あるいは11月）は、北インド、ムガル帝国の第6代皇帝アウラングゼーブの妃。スルターン、バハードゥル・シャー1世、バドルンニサー・ベーグムの母でもある。ラージ・マハル（Raj Mahal）、ラフマトゥンニサー・ベーグム（Rahmat un-nisa Begum）とも呼ばれる。

## 生涯
1620年 、カシミール地方のラージャウリーを支配したヒンドゥー教徒の領主（ラージャ）の娘として生まれる。
1638年12月26日、ナワーブ・バーイーはアウラングゼーブと結婚した。これはアウラングゼーブにとって2度目の結婚となった。
1691年10月あるいは11月、アウラングゼーブに先立ってデリーで死亡した。